# Bomberman Quest
Bomberman Quest est un jeu vidéo développé et édité par Hudson Soft. Il s’agit d’un Action-RPG sorti sur Game Boy Color en 1998. Il fait partie de la série Bomberman
Le jeu a pour but de vaincre des monstres et de recueillir des éléments pour vaincre les quatre "chefs monstres" de chaque région.

## Trame
Pendant qu'il transportait des monstres capturés jusqu'à la Planète Bomber, Bomberman est attaqué par quatre lumières mystérieuses et les quatre moteurs de son vaisseau lui sont volés. Il est alors obligé d’atterrir en urgence. À la suite de ce crash, tous les monstres qu'ils transportaient sont libérés sur une planète inconnue. La quête de Bomberman consiste à recapturer les monstres et à récupérer ses moteurs auprès des quatre commandeurs qui les ont volés. Une fois fait, il devra défaire le Commandeur du Chaos et pourra ensuite rentrer, avec tous les monstres, sur la Planète Bomber.